# Peperomia buchtienii
Peperomia buchtienii är en pepparväxtart som beskrevs av Truman George Yuncker. Peperomia buchtienii ingår i släktet peperomior, och familjen pepparväxter. Inga underarter finns listade i Catalogue of Life.